# Петрово-Солониський заказник
Петро́во-Солони́ський заказник — ландшафтний заказник місцевого значення в Україні. Розташований у межах Миколаївського району Миколаївської області, на схід і північний схід від села Петрово-Солониха. 
Площа 300 га. Статус присвоєно згідно з рішенням № 7 від 13.05.1993 року. Перебуває у віданні ДП «Миколаївське лісове господарство» (Андріївське лісництво, діл. 24-27). 
Статус присвоєно для збереження кількох штучно створених ділянок лісового масиву на правобережжі Південного Бугу. У деревостані переважають гледичія, акація, липа. 

## Галерея

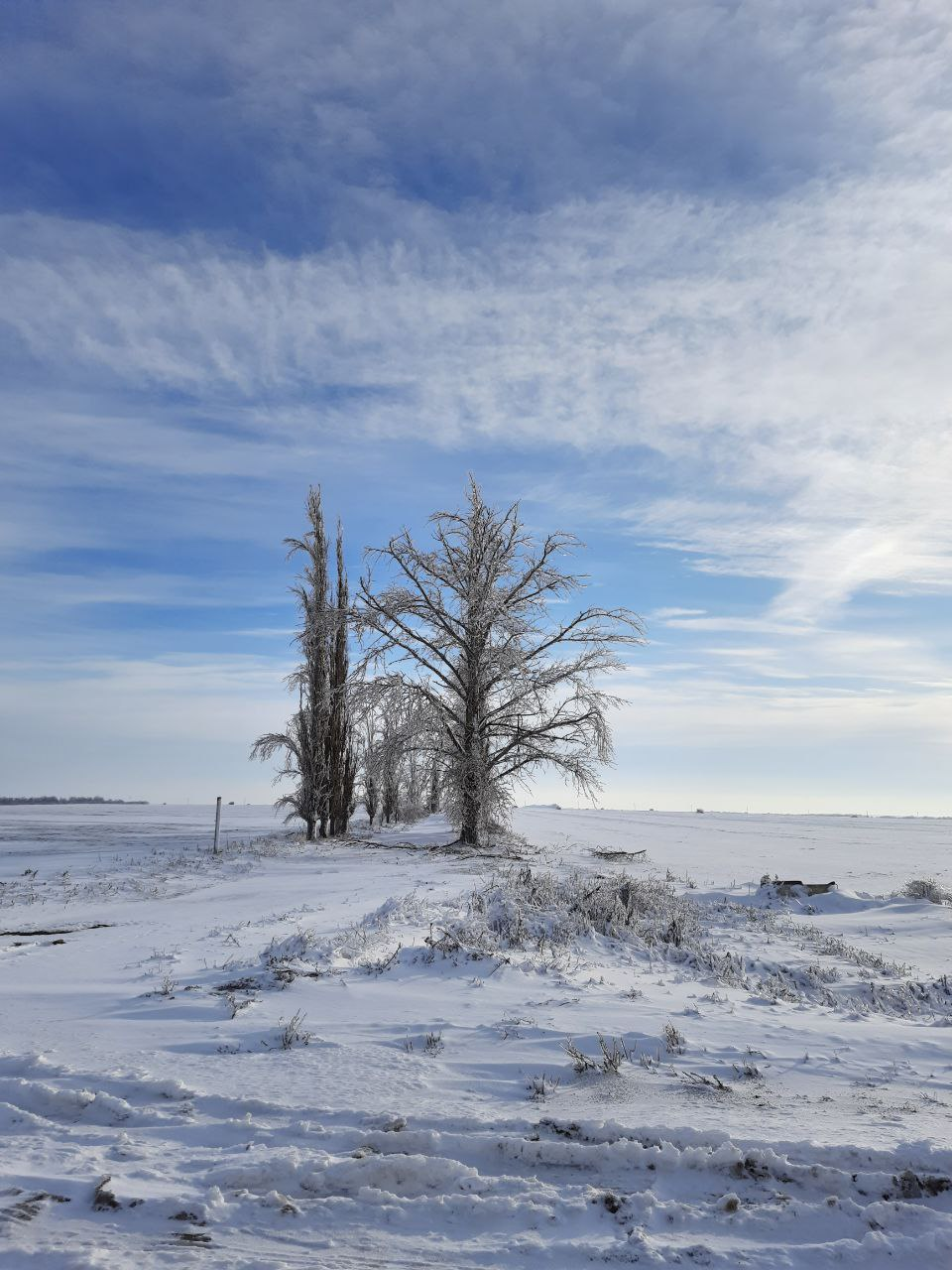